# Marck
 Marck  es una comuna y población de Francia, en la región de Norte-Paso de Calais, departamento de Paso de Calais, en el distrito de Calais y cantón de Calais-Est.
Está integrada en la Communauté d'agglomération du Calaisis.

## Historia
La villa fue ocupada por el Reino de Inglaterra en 1347, durante 1405 un asedio francés fracasó. En enero de 1558 pudo ser tomada por el Reino de Francia.

## Demografía
Forma parte de la aglomeración urbana de Calais.
| 2 027 | 2 327 | 2 506 | 2 753 | 2 074 | 2 027 | 2 096 | 2 108 | 2 134 | 2 204 | 2 246 | 2 258 | 2 356 | 2 436 | 2 618 | 2 785 | 2 800 | 2 792 | 2 990 | 3 097 | 3 192 | 3 127 | 3 096 | 3 161 | 3 184 | 3 671 | 3 899 | 4 576 | 5 735 | 7 448 | 9 069 | 8 987 | 9 123 |
| Para los censos de 1962 a 1999 la población legal corresponde a la población sin duplicidades (Fuente: INSEE [Consultar]) |       |       |       |       |       |       |       |       |       |       |       |       |       |       |       |       |       |       |       |       |       |       |       |       |       |       |       |       |       |       |       |       |